# Airema
Airema ist eine osttimoresische Siedlung im Suco Nuno-Mogue (Verwaltungsamt Hato-Udo, Gemeinde Ainaro).
Der Weiler liegt am Ostrand der Aldeia Queorema, in einer Meereshöhe von 2152 m. Westlich liegt der Ort Queorema, nordwestlich liegt der Ort Gourema (Suco Horai-Quic) und südöstlich das Dorf Maulahulo (Suco Mulo).